# 海軍大学校 (インド)
ゴア海軍大学校（Naval War College, Goa）は、インド海軍の上級将校教育機関。1988年設立。

## 沿革
1988年9月17日、College of Naval Warfare（CNW）としてムンバイ・カランジャにて設立。同年、Naval Higher Command Course（NHCC）が開始した。また、1994年には、第一回のTechnical Management Course, TMC）が開始した。2005年に海軍兵学校がゴアからエスヒマラに移転した際、海軍大学校の移転が決定される。2010年8月18日に旧名のCollege of Naval WarfareからNaval War Collegeに改名され、2011年9月をもってゴアへの移転が完了した。